# Ctenichneumon dirus
Ctenichneumon dirus là một loài tò vò trong họ Ichneumonidae.